# Ranunculus sundaicus
Ranunculus sundaicus är en ranunkelväxtart som först beskrevs av Cornelis Andries Backer, och fick sitt nu gällande namn av Hj. Eichl.. Ranunculus sundaicus ingår i släktet ranunkler, och familjen ranunkelväxter. Inga underarter finns listade i Catalogue of Life.